# Paridol
Paridol – wieś w Słowenii, w gminie Šentjur. W 2018 roku liczyła 115 mieszkańców.